# Ugbana Oyet

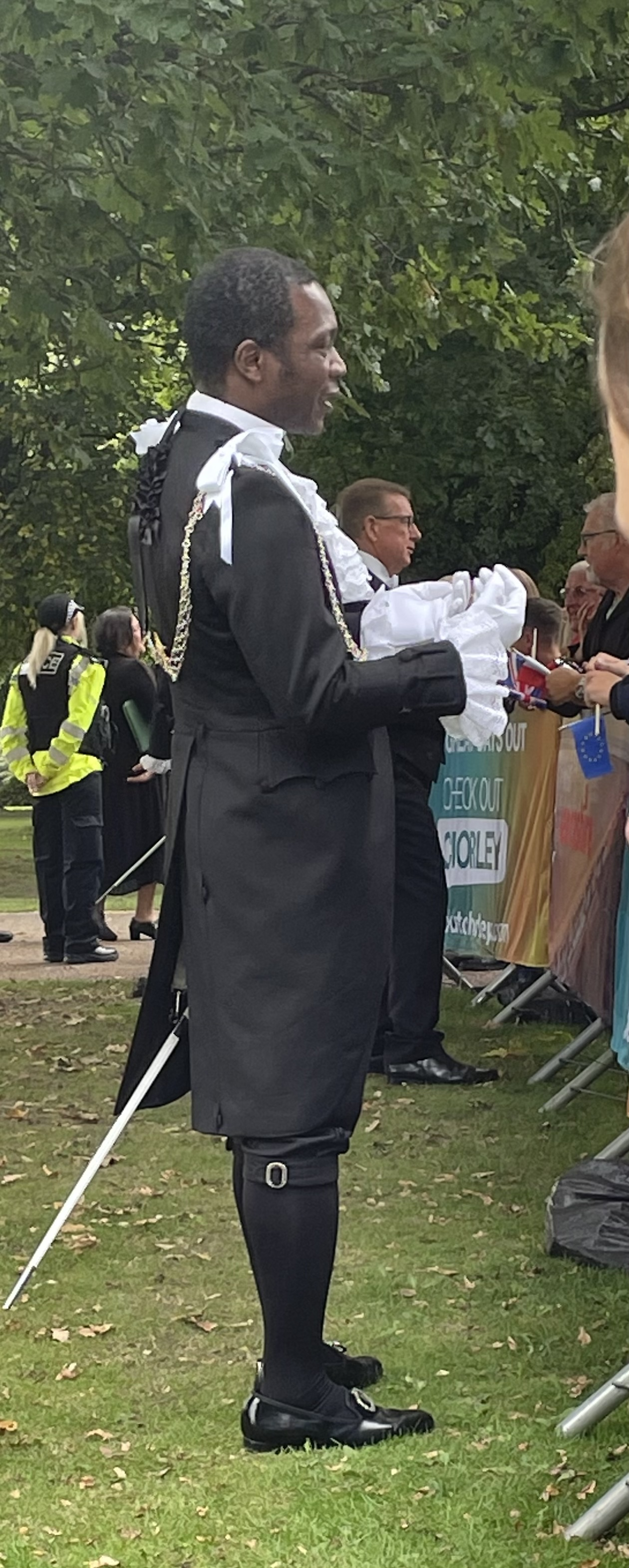
Ugbana Oyet, September 2021

Ugbana Oyet (* September 1976 in Calabar, Nigeria) ist ein nigerianisch-britischer Elektroingenieur und seit Oktober 2019 der erste Sergeant-at-Arms im House of Commons des Vereinigten Königreiches mit dunkler Hautfarbe.

## Leben
Im Jahr 1991 wanderte Oyet mit seiner Familie aus Nigeria ins Vereinigte Königreich aus. Er ist mit seiner Kindheitsfreundin Claire verheiratet und hat vier Kinder. An der University of Southampton absolvierte er ein Studium des Elektroingenieurwesens.
Vor seiner Ernennung zum Sergeant-at-Arms war er im Parlament als Leitender Elektroingenieur tätig. Seine Ernennung durch Königin Elisabeth II. verkündete der Speaker John Bercow dem Unterhaus am 15. Oktober 2019.